# Laminectomie
Een laminectomie is een chirurgische ingreep waarbij de lamina (wervelboog) van een wervel verwijd of verwijderd wordt. Een laminectomie wordt uitgevoerd als er bijvoorbeeld ten gevolge van een wervelkanaalstenose te weinig ruimte is ontstaan voor het ruggenmerg.